# Зачётная книжка
Зачётная книжка (разг. зачётка) — документ, в котором содержатся записи о сдаче студентом зачётов, экзаменов, защите курсовых, выпускных квалификационных работ (для бакалавров), дипломных работ (для специалистов), и диссертаций (для магистров), а также производственной (педагогической/учебной) практики.

## Содержание[источникне указан 897 дней]
Зачётная книжка представляет собой небольшую книгу, которая содержит страницы со следующей информацией:
- О владельце: его отделение, факультет, номер зачётной книжки, специальность, приказ о зачислении и т. д.
- О сданных зачётах и экзаменах. Одна страница разворота, как правило, посвящена записям о зачётах («Практические занятия»), другая же — об экзаменах («Теоретический курс»).
- О курсовых работах.
- О производственной практике.
- О государственных экзаменах.
- О дипломной работе.
- О дипломе и направлении на работу.

## Галерея

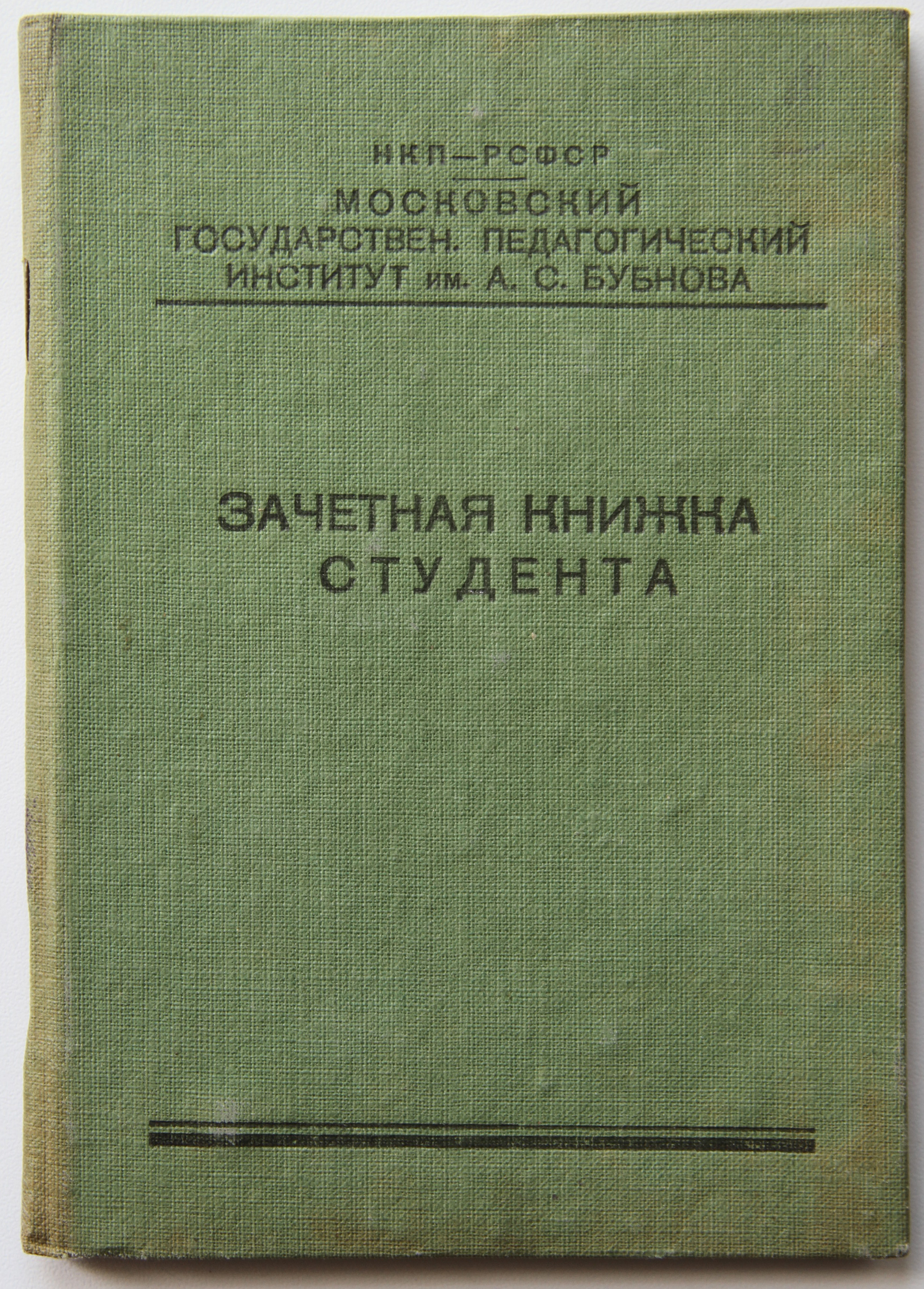
Зачётная книжка советского студента 1930-х гг. (МГПИ имени Бубнова)
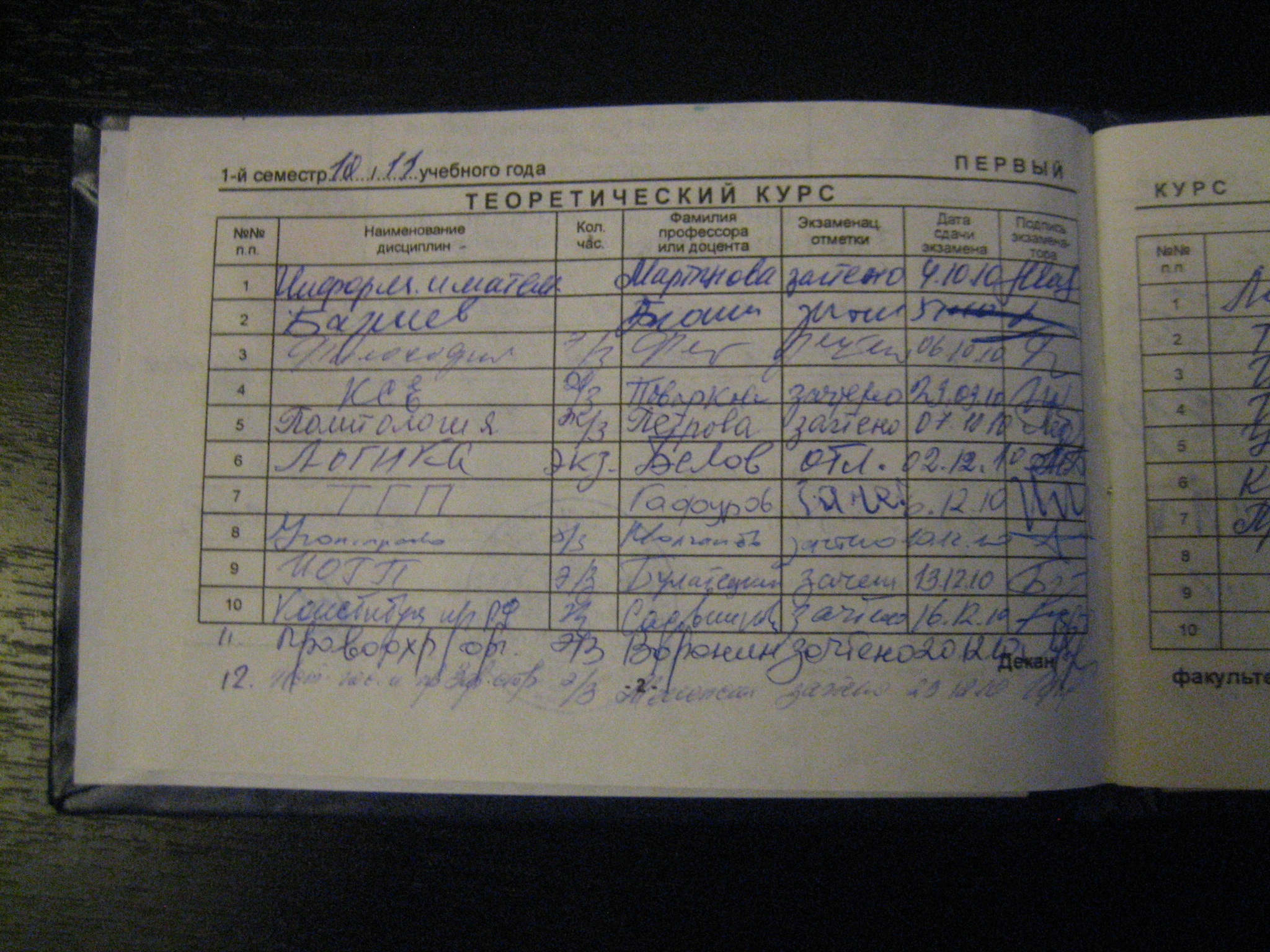
Заполненная страница зачетной книжки студента МГЮА образца 2010 года